# Dendrobium plumilobum
Dendrobium plumilobum är en orkidéart som beskrevs av Johannes Jacobus Smith. Dendrobium plumilobum ingår i släktet Dendrobium, och familjen orkidéer. Inga underarter finns listade i Catalogue of Life.